# Anthopteryx irichampa
Anthopteryx irichampa är en fjärilsart som beskrevs av Dyar 1914. Anthopteryx irichampa ingår i släktet Anthopteryx och familjen mott. Inga underarter finns listade i Catalogue of Life.